# Municipio de San Baltazar Yatzachi el Bajo
El municipio de San Baltazar Yatzachi el Bajo (del zapoteco: yatzachi ‘lugar de encinos amarillos’) es uno de los 570 municipios que conforman al estado mexicano de Oaxaca. Pertenece al distrito de villa alta, dentro de la Región Sierra de Juárez. Su cabecera es la localidad de San Baltazar Yatzachi el Bajo.

## Geografía
El municipio abarca 32.05 km² y se encuentra a una altitud promedio de 1600 m s. n. m., oscilando entre 2000 y 700 m s. n. m.

## Demografía
De acuerdo al último censo, realizado por el INEGI en 2010, en el municipio habitan 677 personas, repartidas entre 6 localidades.